# Álvaro Morata
Álvaro Borja Morata Martín (Madrid, 23 oktober 1992) is een Spaans voetballer die als aanvaller speelt. Morata debuteerde in 2014 in het Spaans voetbalelftal.

## Clubcarrière

### Real Madrid
Morata speelde twee jaar in de jeugdopleiding van Atlético Madrid en een jaar bij Getafe, voordat hij in 2008 naar Real Madrid kwam. In juli 2010 speelde hij bij het B-elftal, Real Madrid Castilla, nadat hij 34 doelpunten maakte in een seizoen bij de Juvenil A. Samen met vier andere B-spelers nam José Mourinho hem mee op de zomertoer naar de Verenigde Staten. Op 15 augustus 2010 maakte Morata zijn debuut bij Real Madrid Castilla in een vriendschappelijke wedstrijd tegen AD Alcorcón. Hij maakte het enige doelpunt van de wedstrijd. Zijn competitiedebuut maakte hij tegen Coruxo FC. Op 31 oktober maakte Morata zijn eerste competitiedoelpunt voor Castilla tegen RSD Alcalá.
Op 12 december 2010 speelde Morata zijn eerste duel in het A-elftal van Real Madrid. In de met 3–1 gewonnen competitiewedstrijd tegen Real Zaragoza verving hij na 88 minuten Ángel Di María. Tien dagen later maakte hij zijn debuut in de Copa del Rey. Morata mocht een paar minuten voor tijd invallen. In januari 2011 viel Gonzalo Higuaín uit met een zware blessure. De Spaanse media eisten dat Morata zijn kans kreeg, maar trainer Mourinho beweerde dat Morata nog niet klaar was voor een rol als vervanger van Higuaín. In die periode was Morata vijfmaal trefzeker in vier wedstrijden bij Castilla. Real Madrid huurde Emmanuel Adebayor van Manchester City om de geblesseerde Higuaín op te vangen.
Op 13 februari 2011 scoorde Morata de eerste hattrick in zijn professionele carrière. Castilla won met 7–1 van Deportivo La Coruña. Hij eindigde zijn eerste seizoen bij Castilla met vijftien doelpunten in 28 wedstrijden (seizoen 2010/11). Alleen Joselu maakte meer doelpunten. In het seizoen 2012/13 kreeg Morata opnieuw een kans bij het eerste elftal. Op 11 november 2012 maakte hij zijn eerste officiële doelpunt in de hoofdmacht: in een uitwedstrijd tegen Levante UD viel hij in na 83 minuten voor Mesut Özil en maakte hij een minuut later het winnende doelpunt. Real won met 1–2. Op 17 februari 2013 maakte Morata zijn tweede doelpunt voor Real Madrid. In een derby tegen Rayo Vallecano mocht hij in het basiselftal starten – voor het eerst in zijn carrière bij Real Madrid. In de derde minuut maakte hij het openingsdoelpunt. Na een rode kaart voor medespeler Sergio Ramos na 18 minuten werd Morata in de 27ste minuut opgeofferd voor een extra verdediger, Raúl Albiol. In het seizoen 2012/13 speelde Morata in de Primera División twaalf wedstrijden en daarnaast in het B-elftal achttien duels (twaalf doelpunten) in de Segunda División. Op 2 maart 2013 speelde Morata negentig minuten in El Clásico tegen FC Barcelona. Hij gaf de assist bij het openingsdoelpunt van Karim Benzema. Real won met 2–1. Hij speelde uiteindelijk 53 wedstrijden voor Real Madrid in zijn eerste periode, waarin hij elf keer scoorde en vijf assists gaf. 

### Juventus
Morata tekende in juli 2014 een vierjarig contract bij Juventus, dat hem voor circa €18.000.000,- overnam van Real Madrid. In het daaropvolgende seizoen won hij zowel de Italiaanse landstitel als de nationale beker met de club. Ook behaalde hij met Juventus de finale van de UEFA Champions League 2014/15, die met 1–3 werd verloren van FC Barcelona. In de halve finale trof hij zijn oud-club Real Madrid en in zowel de thuis- als de uitwedstrijd was Morata trefzeker. In de Champions League 2014/15 speelde Morata twaalf wedstrijden, waarin hij vijf doelpunten maakte. In de Serie A 2014/15 speelde hij 29 competitieduels (elf basisplaatsen) en was hij achtmaal trefzeker. Morata won in het seizoen 2015/16 opnieuw zowel het landskampioenschap als de nationale beker met Juventus. Ditmaal scoorde hij zeven keer in 34 competitiewedstrijden. In de bekerfinale tegen AC Milan maakte hij het enige doelpunt van de wedstrijd. In 95 wedstrijden over twee seizoenen was hij 27 keer trefzeker en verzorgde hij achttien keer de assist.

### Real Madrid (2)
Real Madrid maakte in juni 2016 bekend dat het gebruikmaakte van een terugkoopclausule in het contract van Morata. De Spaanse club haalde hem daarmee voor circa €30.000.000 terug naar Spanje. Hij won dat jaar zowel zijn tweede landskampioenschap als Champions League met Real, maar werd opnieuw geen basisspeler. Desondanks maakte hij dat seizoen twintig doelpunten in veertig wedstrijden.

### Chelsea
Morata tekende in juli 2017 een contract tot medio 2022 bij Chelsea, de kampioen van de Premier League in het voorgaande seizoen. Dat betaalde in eerste instantie circa € 64.600.000,- voor hem aan Real Madrid. Dat maakte hem de duurste aankoop in de geschiedenis van de Engelse club. Die gaf Madrid daarnaast tot circa € 13.400.000,- extra in het vooruitzicht aan eventuele bonussen. Zijn debuut voor die club maakte hij op 6 augustus 2017 door in de wedstrijd om het FA Community Shield 2017 in minuut 74 in te vallen voor Michy Batshuayi. De wedstrijd tegen stadsgenoot Arsenal werd verloren na een strafschoppenserie, Morata miste zijn penalty. Zijn debuut in de Premier League maakte hij zes dagen later, tegen Burnley. Dat deed de Spanjaard door opnieuw Batshuayi te vervangen. Hij kwam in het veld bij een 3-0 achterstand. Het eerste doelpunt van Morata voor Chelsea hielp de Londenaren niet aan een punt. Tegen Tottenham Hotspur maakte Morata zijn basisdebuut voor 'The Blues'. Dankzij twee goals van zijn landgenoot Marcos Alonso deed hij dat in een winstpartij. Morata maakte een hattrick tegen Stoke City. Dit was tevens zijn eerste wedstrijd voor Chelsea die hij van begin tot einde speelde. Vier dagen later maakte hij zijn Europese debuut voor Chelsea, in een wedstrijd tegen Atlético Madrid. Chelsea won met 2-1, Morata maakte zijn eerste Europese doelpunt voor Chelsea. Chelsea won dat seizoen de FA Cup door in de finale Manchester United met 1-0 te verslaan. In zijn eerste seizoen speelde hij 48 wedstrijden, waarin hij vijftien doelpunten maakte en zes assists gaf. Zijn tweede jaar was minder succesvol. Tot de winter speelde hij 24 wedstrijden en scoorde hij negen keer. 

### Atlético Madrid
Op 27 januari 2019 keerde Morata na twaalf jaar terug naar Atlético Madrid en sloot zich op huurbasis van 18 maanden aan bij de club. Hij maakte zijn competitiedebuut op 3 februari, in een 0-1 verlies tegen Real Betis. Hij scoorde zijn eerste doelpunt op 24 februari in een 2-0 thuisoverwinning op Villarreal. Na een half jaar, waarin hij zes doelpunten maakte, bevestigde Atlético Madrid op 6 juli 2019 de definitieve overname van Morata van Chelsea en hij zou officieel lid worden van de club op 1 juli 2020, voor een vergoeding van ongeveer €55 miljoen.
Op 18 augustus 2019 scoorde Morata het enige doelpunt in de La Liga van Atlético Madrid tegen Getafe. Op 1 oktober 2019 markeerde Morata zijn 300e professionele wedstrijd met een assist voor de openingstreffer in een 2-0 uitoverwinning tegen het Russische Lokomotiv Moskou. Op 22 oktober scoorde hij zijn eerste Champions League-doelpunt voor Atlético door het enige doelpunt van de wedstrijd te maken in een 1-0 overwinning thuis tegen het Duitse Bayer Leverkusen. Dit maakte hem ook de eerste speler die scoorde voor zowel Real Madrid als Atlético in de Champions League. Op 11 maart 2020, in de achtste finales van de Champions League tegen titelverdediger Liverpool, viel Morata in de extra tijd in om de winnende te maken in een 3-2 uitoverwinning, waarmee Atlético zich kwalificeerde voor de kwartfinales. Dat seizoen eindigde hij met zestien goals en vijf assists.

### Juventus (2)
Morata keerde op 22 september 2020 op huurbasis terug bij Juventus ter waarde van €10.000.000 en een koopoptie van €45.000.000. Juventus behield zich ook het recht voor om de lening met nog een jaar te verlengen voor nog eens €10.000.000; in dit geval zou de koopoptie €35.000.000 waard zijn. Hij maakte zijn eerste optreden voor de club sinds zijn terugkeer op 27 september, in een 2-2 gelijkspel uit tegen AS Roma in de Serie A. Hij scoorde zijn eerste doelpunt voor de club sinds zijn terugkeer op 17 oktober, in een 1-1 gelijkspel tegen FC Crotone. Morata scoorde tweemaal op 20 oktober, waardoor Juventus met 2-0 won van FC Dynamo Kiev in de groepsfase van de UEFA Champions League 2020/21. Op 28 oktober zag hij drie doelpunten afgekeurd worden wegens buitenspel tegen FC Barcelonain een groepswedstrijd van de Champions League, die Juventus thuis met 2-0 verloor. Op 20 januari 2021 won Morata de Supercoppa 2021 door Napoli met 2-0 te verslaan in een wedstrijd waarin hij het tweede doelpunt scoorde. Hij scoorde dat seizoen twintig doelpunten en gaf dertien assists, zijn hoogste aantal in zijn carrière.
Op 15 juni 2021 bevestigde Juventus dat Morata nog een seizoen gehuurd werd van Atlético Madrid. In zijn tweede seizoen scoorde hij twaalf goals en gaf hij negen assists in 48 wedstrijden, maar dat was niet voldoende om Juventus ervan te overtuigen de koopoptie te lichten. Hij keerde daarop terug bij Atlético Madrid. Bij Juventus kwam hij in beide periodes tot 187 wedstrijden, 59 goals en 40 assists. 

### Atlético Madrid (2)
In de zomer van 2022 keerde Morata terug bij Atlético Madrid. In de eerste competitiewedstrijd was hij tegen Getafe (3-0 winst) meteen goed voor twee goals. Hoewel hij afwisselend met Memphis Depay basisspeler was, miste hij slechts twee competitiewedstrijden dat seizoen. In 45 wedstrijden in alle competities was hij goed voor vijftien goals en drie assists. Hij begon goed aan zijn tweede seizoen bij Atlético. In de eerste twee maanden scoorde hij twee goals in de competitieduels met Rayo Vallecano (7-0 winst) en zijn oude ploeg Real Madrid (3-1 winst) en hij besliste ook met twee goals het Champions League-duel met Feyenoord (3-2 winst).

## Clubstatistieken
| Seizoen | Club              | Competitie       | Competitie | Competitie | Competitie | Beker | Beker | Beker | Internationaal | Internationaal | Internationaal | Totaal | Totaal | Totaal |
| Seizoen | Club              | Competitie       | Wed.       | Dlp.       | Ass.       | Wed.  | Dlp.  | Ass.  | Wed.           | Dlp.           | Ass.           | Wed.   | Dlp.   | Ass.   |
| ------- | ----------------- | ---------------- | ---------- | ---------- | ---------- | ----- | ----- | ----- | -------------- | -------------- | -------------- | ------ | ------ | ------ |
| 2010/11 | Real Madrid       | Primera División | 1          | 0          | 0          | 1     | 0     | 1     | 0              | 0              | 0              | 2      | 0      | 1      |
| 2011/12 | Real Madrid       | Primera División | 1          | 0          | 0          | 0     | 0     | 0     | 0              | 0              | 0              | 1      | 0      | 0      |
| 2012/13 | Real Madrid       | Primera División | 12         | 2          | 1          | 2     | 0     | 1     | 1              | 0              | 1              | 15     | 2      | 3      |
| 2013/14 | Real Madrid       | Primera División | 24         | 8          | 0          | 6     | 0     | 0     | 5              | 1              | 1              | 35     | 9      | 1      |
| 2014/15 | Juventus          | Serie A          | 30         | 8          | 5          | 5     | 2     | 0     | 12             | 5              | 2              | 47     | 15     | 7      |
| 2015/16 | Juventus          | Serie A          | 35         | 7          | 7          | 5     | 3     | 2     | 8              | 2              | 2              | 48     | 12     | 11     |
| 2016/17 | Real Madrid       | Primera División | 26         | 15         | 5          | 5     | 2     | 0     | 12             | 3              | 1              | 43     | 20     | 6      |
| 2017/18 | Chelsea           | Premier League   | 31         | 11         | 6          | 10    | 3     | 0     | 7              | 1              | 0              | 48     | 15     | 6      |
| 2018/19 | Chelsea           | Premier League   | 16         | 5          | 0          | 4     | 2     | 0     | 4              | 2              | 0              | 24     | 9      | 0      |
| 2018/19 | → Atlético Madrid | Primera División | 15         | 6          | 1          | 0     | 0     | 0     | 2              | 0              | 0              | 17     | 6      | 1      |
| 2019/20 | → Atlético Madrid | Primera División | 34         | 12         | 2          | 2     | 1     | 1     | 8              | 3              | 2              | 44     | 16     | 5      |
| 2020/21 | → Juventus        | Serie A          | 32         | 11         | 11         | 4     | 3     | 1     | 8              | 6              | 1              | 44     | 20     | 13     |
| 2021/22 | → Juventus        | Serie A          | 35         | 9          | 7          | 6     | 1     | 1     | 7              | 2              | 1              | 48     | 12     | 9      |
| 2022/23 | Atlético Madrid   | Primera División | 36         | 13         | 2          | 4     | 2     | 1     | 5              | 0              | 0              | 45     | 15     | 3      |
| 2023/24 | Atlético Madrid   | Primera División | 6          | 5          | 0          | 0     | 0     | 0     | 2              | 2              | 0              | 8      | 7      | 0      |
| 2024/25 | AC Milan          | Serie A          | 16         | 5          | 1          | 2     | 0     | 0     | 7              | 1              | 1              | 25     | 6      | 2      |
| 2024/25 | → Galatasaray     | Süper Lig        | 12         | 6          | 3          | 3     | 1     | 0     | 1              | 0              | 0              | 16     | 7      | 3      |
| TOTAAL  | TOTAAL            | TOTAAL           | 362        | 123        | 51         | 59    | 20    | 8     | 89             | 28             | 12             | 510    | 171    | 71     |

Bijgewerkt tot en met het seizoen 2024/25. 

## Interlandcarrière

### Jeugdelftallen
Morata speelde met Spanje onder 17 het wereldkampioenschap voetbal onder 17 in 2009, waarop hij twee doelpunten maakte in vier wedstrijden. Spanje eindigde als derde. Met Spanje onder 19 werd hij tweede op het Japan International Tournament. Morata speelde met Spanje op het Europees kampioenschap onder 19 in Roemenië in 2011. Spanje won het toernooi en Morata werd topscorer met zes doelpunten. Morata speelde met het Spaans voetbalelftal onder 21 op het Europees kampioenschap onder 21 in Israël in 2013. Met die selectie won Morata het toernooi en werd hij met vier doelpunten topscorer. Een van de doelpunten maakte hij tegen Nederland.
Op 15 november 2014 maakte Morata zijn debuut in het Spaans voetbalelftal. In een EK-kwalificatiewedstrijd tegen Wit-Rusland (3–1 winst) viel hij na tachtig minuten speeltijd in voor Isco. Ook José Callejón (SSC Napoli) maakte zijn debuut voor Spanje in dit duel. Op 27 maart 2015 maakte Morata in de derde kwalificatiewedstrijd tegen Oekraïne zijn eerste interlanddoelpunt en tevens het enige doelpunt van het wedstrijd. Op 17 mei 2016 werd hij opgenomen in de Spaanse selectie voor het Europees kampioenschap voetbal 2016 in Frankrijk. Spanje werd in de achtste finale uitgeschakeld door Italië (2–0). Hij ontbrak daarentegen in de 23-koppige selectie van de Spaanse bondscoach Julen Lopetegui voor het WK voetbal 2018 in Rusland, net als zijn Chelsea-ploeggenoot Cesc Fabregas.
Op 24 mei 2021 werd hij opgenomen in de 24-koppige selectie van Luis Enrique voor het EK 2020. Op 19 juni, in Spanje's tweede groepswedstrijd van het toernooi tegen Polen (1–1), scoorde Morata de openingstreffer. Op 6 juli 2021 miste hij zijn strafschop in de halve finale van het EK, waardoor Spanje verloor van Italië (reguliere speeltijd: 1–1, strafschoppen: 4–2), nadat hij in de reguliere speeltijd de enige Spaanse goal had gemaakt.
Hij speelde in juni 2023 beide wedstrijden in de finale van de UEFA Nations League 2022/23, waarin Spanje won van Italië en Kroatië. Daarna werd Morata in september aangewezen als nieuwe aanvoerder van Spanje. Hij scoorde meteen een hattrick in een EK-kwalificatiewedstrijd tegen Georgië. Hij werd op 7 juni 2024 door bondscoach Luis de la Fuente opgenomen in de Spaanse selectie voor het EK 2024 in Duitsland en scoorde in de openingswedstrijd tegen Kroatië. Op 14 juli won hij de finale van het EK van Engeland, waarna hij als aanvoerder de prijs omhoog mocht houden.

## Erelijst
| Segunda División B    | 1× | 2011/12                   |
| Real Madrid           |    |                           |
| FIFA Club World Cup   | 1× | 2016                      |
| UEFA Champions League | 2× | 2013/14, 2016/17          |
| UEFA Super Cup        | 1× | 2016                      |
| Primera División      | 2× | 2011/12, 2016/17          |
| Copa del Rey          | 2× | 2010/11, 2013/14          |
| Juventus              |    |                           |
| Serie A               | 2× | 2014/15, 2015/16          |
| Coppa Italia          | 3× | 2014/15, 2015/16, 2020/21 |
| Supercoppa Italiana   | 2× | 2015, 2020                |
| Chelsea               |    |                           |
| UEFA Europa League    | 1× | 2018/19                   |
| FA Cup                | 1× | 2017/18                   |
| Galatasaray           |    |                           |
| Süper Lig             | 1x | 2024/25                   |
| Türkiye Kupası        | 1x | 2024/25                   |
| Spanje –21            |    |                           |
| UEFA EK onder 21      | 1× | 2013                      |
| Spanje –19            |    |                           |
| UEFA EK onder 19      | 1× | 2011                      |
| Spanje                |    |                           |
| UEFA EK               | 1× | 2024                      |
| UEFA Nations League   | 1× | 2023                      |

1 Casillas ·
2 Azpilicueta ·
3 Piqué ·
4 Bartra ·
5 Busquets ·
6 Iniesta ·
7 Morata ·
8 Koke ·
9 Vázquez ·
10 Fàbregas ·
11 Pedro ·
12 Bellerín ·
13 De Gea ·
14 Thiago ·
15 Ramos  ·
16 Juanfran ·
17 San José ·
18 Alba ·
19 Soriano ·
20 Aduriz ·
21 Silva ·
22 Nolito ·
23 Rico ·
Coach: Del Bosque
1 De Gea ·
2 Azpilicueta ·
3 D. Llorente ·
4 Torres ·
5 Busquets  ·
6 M. Llorente ·
7 Morata ·
8 Koke ·
9 Moreno ·
10 Thiago ·
11 Torres ·
12 García ·
13 Sánchez ·
14 Gayà ·
16 Rodri ·
17 Ruiz ·
18 Alba ·
19 Olmo ·
20 Traoré ·
21 Oyarzabal ·
22 Sarabia ·
23 Simón ·
24 Laporte ·
26 Pedri ·
Coach: Enrique
1 Sánchez ·
2 Azpilicueta ·
3 García ·
4 Torres ·
5 Busquets  ·
6 Llorente ·
7 Morata ·
8 Koke ·
9 Gavi ·
10 Asensio ·
11 Torres ·
12 Williams ·
13 Raya ·
14 Baldé ·
15 Guillamón ·
16 Rodri ·
17 Pino ·
18 Alba ·
19 Soler ·
20 Carvajal ·
21 Olmo ·
22 Sarabia ·
23 Simón ·
24 Laporte ·
25 Fati ·
26 Pedri ·
Coach: Enrique
1 Raya ·
2 Carvajal ·
3 Le Normand ·
4 Nacho ·
5 Vivian ·
6 Merino ·
7 Morata  ·
8 Ruiz ·
9 Joselu ·
10 Olmo ·
11 Torres ·
12 Grimaldo ·
13 Remiro ·
14 Laporte ·
15 Baena ·
16 Rodri ·
17 Williams ·
18 Zubimendi ·
19 Yamal ·
20 Pedri ·
21 Oyarzabal ·
22 Navas ·
23 Simón ·
24 Cucurella ·
25 López ·
26 Pérez ·
Coach: De la Fuente